# كلوستريديوم عاشب
المطثية العاشبة أو المطثية آكلة العشب أو الكلوستريديوم العاشب(الاسم العلمي: Clostridium herbivorans) هي نوع من البكتيريا تتبع جنس المطثية من فصيلة نظيرات المطثية.